# Irina Belova (atlete)
Irina Nikolajevna Belova (Russisch: Ирина Николаевна Белова), geboren als Irina Nikolajevna Iljichova, (Angarsk, 27 maart 1968) is een voormalige Russische atlete, die in de jaren negentig van de 20e eeuw op de meerkamp succesvol was. Ze had twintig jaar het wereldrecord in handen op de vijfkamp. Wegens dopinggebruik werd ze voor vier jaar geschorst.

## Loopbaan
Aan het begin van haar sportcarrière vertegenwoordigde Belova de Sovjet-Unie en behaalde toen een vierde plaats op de Europese kampioenschappen van 1990 en een derde plaats op de wereldkampioenschappen van 1991 in Tokio.
Het hoogtepunt van haar atletiekcarrière bereikte Irina Belova in 1992. Op 15 februari verbeterde ze in Berlijn het wereldrecord op de vijfkamp naar 4991 punten. Later dat jaar behaalde ze op de Olympische Spelen van Barcelona een zilveren medaille op de zevenkamp. Met 6845 punten eindigde ze achter de Amerikaanse Jackie Joyner-Kersee (goud; 7044) en voor de Duitse Sabine Braun (brons; 6649).
Belova won de zevenkamp op de WK van 1993 in Stuttgart, maar werd wegens het gebruik van verboden middelen door de IAAF voor vier jaar geschorst. Na haar schorsing behaalde ze nog twee zilveren medailles op de Europese indoorkampioenschappen (1998) en de WK indoor (1999), maar zette na 2001 een punt achter haar sportcarrière.

## Titels
- Sovjet-kampioene zevenkamp - 1992
- Sovjet-indoorkampioene vijfkamp - 1990
- Russisch indoorkampioene vijfkamp - 1998

## Persoonlijke records
Outdoor
| Onderdeel    | Prestatie | Datum            | Plaats      |
| ------------ | --------- | ---------------- | ----------- |
| 200 m        | 23,34 s   | 1 augustus 1992  | Barcelona   |
| 400 m        | 52,87 s   | 17 augustus 1991 | Vladivostok |
| 800 m        | 2.02,06   | 27 mei 2001      | Götzis      |
| 100 m horden | 13,25 s   | 1 augustus 1992  | Barcelona   |
| 400 m horden | 57,6 s    | 1 januari 1987   |             |
| hoogspringen | 1,88 m    | 1 augustus 1992  | Barcelona   |
| verspringen  | 6,82 m    | 2 augustus 1992  | Barcelona   |
| kogelstoten  | 14,12 m   | 4 augustus 2001  | Edmonton    |
| speerwerpen  | 44,64 m   | 30 mei 1999      | Götzis      |
| zevenkamp    | 6845 p    | 2 augustus 1992  | Barcelona   |

Indoor
| Onderdeel    | Prestatie          | Datum            | Plaats   |
| ------------ | ------------------ | ---------------- | -------- |
| 800 m        | 2.09,29            | 5 maart 1999     | Maebashi |
| 60 m horden  | 8,38 s             | 5 maart 1999     | Maebashi |
| hoogspringen | 1,93 m             | 15 februari 1992 | Berlijn  |
| verspringen  | 6,47 m             | 13 februari 1998 | Lipetsk  |
| kogelstoten  | 14,42 m            |                  |          |
| vijfkamp     | 4991 p (ex-WR; NR) | 15 februari 1992 | Berlijn  |

## Palmares

### vijfkamp
- 1998:  EK indoor - 4631 p
- 1999:  WK indoor - 4691 p

### zevenkamp
- 1990: 4e EK - 6521 p
- 1991:  WK - 6448 p
- 1992:  OS - 6845 p
- 1998: 5e EK - 6375 p
- 1998:  IAAF World Combined Events Challenge - 19146 p
- 1999:  Europacup - 6291 p
- 1999:  IAAF World Combined Events Challenge - 19115 p
- 2001: 8e WK - 6061 p